# 21e étape du Tour de France 1998
Pour un article plus général, voir Tour de France 1998.
La vingt et unième étape du Tour de France a eu lieu le 2 août 1998 entre Melun et Paris sur 147,5 km de course.

## Récit
Tom Steels remporte au sprint sa quatrième victoire d'étape, devant son coéquipier Stefano Zanini. Marco Pantani remporte le Tour de France.

Erik Zabel enlève le classement par points sans avoir remporté la moindre étape, tandis que le classement du Meilleur Grimpeur revient à Christophe Rinero.

## Classement de l'étape
| \| Classement de l'étape \| Classement de l'étape \| Classement de l'étape \| Classement de l'étape \| Classement de l'étape \| \| Coureur \| Coureur \| Pays \| Équipe \| Temps \| \| --------------------- \| --------------------- \| --------------------- \| --------------------- \| --------------------- \| \| 1er \| Tom Steels \| Belgique \| Mapei-Bricobi \| 3 h 44 min 36 s \| \| 2e \| Stefano Zanini \| Italie \| Mapei-Bricobi \| + 0 s \| \| 3e \| Stuart O'Grady \| Australie \| Gan \| + 0 s \| \| 4e \| George Hincapie \| États-Unis \| US Postal Service \| + 0 s \| \| 5e \| Erik Zabel \| Allemagne \| Deutsche Telekom \| + 0 s \| \| 6e \| Robbie McEwen \| Australie \| Rabobank \| + 0 s \| \| 7e \| Mario Traversoni \| Italie \| Mercatone Uno-Bianchi \| + 0 s \| \| 8e \| François Simon \| France \| Gan \| + 0 s \| \| 9e \| Damien Nazon \| France \| La Française des jeux \| + 0 s \| \| 10e \| Alain Turicchia \| Italie \| Asics-CGA \| + 0 s \| |                  |            |                       |                 |
| |                  |            |                       |                 |
| |                  |            |                       |                 |
| Classement de l'étape |                  |            |                       |                 |
| Coureur | Coureur          | Pays       | Équipe                | Temps           |
| 1er | Tom Steels       | Belgique   | Mapei-Bricobi         | 3 h 44 min 36 s |
| 2e | Stefano Zanini   | Italie     | Mapei-Bricobi         | + 0 s           |
| 3e | Stuart O'Grady   | Australie  | Gan                   | + 0 s           |
| 4e | George Hincapie  | États-Unis | US Postal Service     | + 0 s           |
| 5e | Erik Zabel       | Allemagne  | Deutsche Telekom      | + 0 s           |
| 6e | Robbie McEwen    | Australie  | Rabobank              | + 0 s           |
| 7e | Mario Traversoni | Italie     | Mercatone Uno-Bianchi | + 0 s           |
| 8e | François Simon   | France     | Gan                   | + 0 s           |
| 9e | Damien Nazon     | France     | La Française des jeux | + 0 s           |
| 10e | Alain Turicchia  | Italie     | Asics-CGA             | + 0 s           |

## Classement général
À la suite de cette dernière étape disputée au sprint, pas changement au classement général. L'Italien Marco Pantani (Mercatone Uno-Bianchi) conserve le maillot jaune de leader et remporte le Tour de France. Il devance toujours l'Allemand Jan Ullrich (Deutsche Telekom) et l'Américain Bobby Julich (Cofidis).
| \| Classement général \| Classement général \| Classement général \| Classement général \| Classement général \| \| Coureur \| Coureur \| Pays \| Équipe \| Temps \| \| ------------------ \| ------------------ \| ------------------ \| ------------------------------- \| ------------------ \| \| 1er \| Marco Pantani \| Italie \| Mercatone Uno-Bianchi \| + 92 h 49 min 46 s \| \| 2e \| Jan Ullrich \| Allemagne \| Deutsche Telekom \| + 3 min 21 s \| \| 3e \| Bobby Julich \| États-Unis \| Cofidis-Le Crédit par Téléphone \| + 4 min 08 s \| \| 4e \| Christophe Rinero \| France \| Cofidis-Le Crédit par Téléphone \| + 9 min 16 s \| \| 5e \| Michael Boogerd \| Pays-Bas \| Rabobank \| + 11 min 26 s \| \| 6e \| Jean-Cyril Robin \| France \| US Postal Service \| + 14 min 57 s \| \| 7e \| Roland Meier \| Suisse \| Cofidis-Le Crédit par Téléphone \| + 15 min 13 s \| \| 8e \| Daniele Nardello \| Italie \| Mapei-Bricobi \| + 16 min 07 s \| \| 9e \| Giuseppe Di Grande \| Italie \| Mapei-Bricobi \| + 17 min 35 s \| \| 10e \| Axel Merckx \| Belgique \| Polti \| + 17 min 39 s \| |                    |            |                                 |                    |
| |                    |            |                                 |                    |
| |                    |            |                                 |                    |
| Classement général |                    |            |                                 |                    |
| Coureur | Coureur            | Pays       | Équipe                          | Temps              |
| 1er | Marco Pantani      | Italie     | Mercatone Uno-Bianchi           | + 92 h 49 min 46 s |
| 2e | Jan Ullrich        | Allemagne  | Deutsche Telekom                | + 3 min 21 s       |
| 3e | Bobby Julich       | États-Unis | Cofidis-Le Crédit par Téléphone | + 4 min 08 s       |
| 4e | Christophe Rinero  | France     | Cofidis-Le Crédit par Téléphone | + 9 min 16 s       |
| 5e | Michael Boogerd    | Pays-Bas   | Rabobank                        | + 11 min 26 s      |
| 6e | Jean-Cyril Robin   | France     | US Postal Service               | + 14 min 57 s      |
| 7e | Roland Meier       | Suisse     | Cofidis-Le Crédit par Téléphone | + 15 min 13 s      |
| 8e | Daniele Nardello   | Italie     | Mapei-Bricobi                   | + 16 min 07 s      |
| 9e | Giuseppe Di Grande | Italie     | Mapei-Bricobi                   | + 17 min 35 s      |
| 10e | Axel Merckx        | Belgique   | Polti                           | + 17 min 39 s      |

## Classements annexes
| Classement par points | Classement par points | Classement par points | Classement par points | Classement par points |
| Coureur               | Coureur               | Pays                  | Équipe                | Points                |
| --------------------- | --------------------- | --------------------- | --------------------- | --------------------- |
| 1er                   | Erik Zabel            | Allemagne             | Deutsche Telekom      | 327 pts               |
| 2e                    | Stuart O'Grady        | Australie             | Gan                   | 230 pts               |
| 3e                    | Tom Steels            | Belgique              | Mapei-Bricobi         | 221 pts               |
| 4e                    | Robbie McEwen         | Australie             | Rabobank              | 196 pts               |
| 5e                    | George Hincapie       | États-Unis            | US Postal Service     | 151 pts               |

| Classement par points | Classement par points | Classement par points | Classement par points | Classement par points |
| Coureur               | Coureur               | Pays                  | Équipe                | Points                |
| --------------------- | --------------------- | --------------------- | --------------------- | --------------------- |
| 1er                   | Erik Zabel            | Allemagne             | Deutsche Telekom      | 327 pts               |
| 2e                    | Stuart O'Grady        | Australie             | Gan                   | 230 pts               |
| 3e                    | Tom Steels            | Belgique              | Mapei-Bricobi         | 221 pts               |
| 4e                    | Robbie McEwen         | Australie             | Rabobank              | 196 pts               |
| 5e                    | George Hincapie       | États-Unis            | US Postal Service     | 151 pts               |

| Classement de la montagne | Classement de la montagne | Classement de la montagne | Classement de la montagne       | Classement de la montagne |
| Coureur                   | Coureur                   | Pays                      | Équipe                          | Points                    |
| ------------------------- | ------------------------- | ------------------------- | ------------------------------- | ------------------------- |
| 1er                       | Christophe Rinero         | France                    | Cofidis-Le Crédit par Téléphone | 200 pts                   |
| 2e                        | Marco Pantani             | Italie                    | Mercatone Uno-Bianchi           | 175 pts                   |
| 3e                        | Alberto Elli              | Italie                    | Casino                          | 165 pts                   |
| 4e                        | Cédric Vasseur            | France                    | Gan                             | 156 pts                   |
| 5e                        | Stéphane Heulot           | France                    | La Française des jeux           | 152 pts                   |

| Classement de la montagne | Classement de la montagne | Classement de la montagne | Classement de la montagne       | Classement de la montagne |
| Coureur                   | Coureur                   | Pays                      | Équipe                          | Points                    |
| ------------------------- | ------------------------- | ------------------------- | ------------------------------- | ------------------------- |
| 1er                       | Christophe Rinero         | France                    | Cofidis-Le Crédit par Téléphone | 200 pts                   |
| 2e                        | Marco Pantani             | Italie                    | Mercatone Uno-Bianchi           | 175 pts                   |
| 3e                        | Alberto Elli              | Italie                    | Casino                          | 165 pts                   |
| 4e                        | Cédric Vasseur            | France                    | Gan                             | 156 pts                   |
| 5e                        | Stéphane Heulot           | France                    | La Française des jeux           | 152 pts                   |

| Classement du meilleur jeune | Classement du meilleur jeune | Classement du meilleur jeune | Classement du meilleur jeune    | Classement du meilleur jeune |
| Coureur                      | Coureur                      | Pays                         | Équipe                          | Temps                        |
| ---------------------------- | ---------------------------- | ---------------------------- | ------------------------------- | ---------------------------- |
| 1er                          | Jan Ullrich                  | Allemagne                    | Deutsche Telekom                | 92 h 53 min 07 s             |
| 2e                           | Christophe Rinero            | France                       | Cofidis-Le Crédit par Téléphone | + 5 min 55 s                 |
| 3e                           | Giuseppe Di Grande           | Italie                       | Mapei-Bricobi                   | + 14 min 14 s                |
| 4e                           | Kevin Livingston             | États-Unis                   | Cofidis-Le Crédit par Téléphone | + 30 min 42 s                |
| 5e                           | Jörg Jaksche                 | Allemagne                    | Polti                           | + 32 min 20 s                |

| Classement du meilleur jeune | Classement du meilleur jeune | Classement du meilleur jeune | Classement du meilleur jeune    | Classement du meilleur jeune |
| Coureur                      | Coureur                      | Pays                         | Équipe                          | Temps                        |
| ---------------------------- | ---------------------------- | ---------------------------- | ------------------------------- | ---------------------------- |
| 1er                          | Jan Ullrich                  | Allemagne                    | Deutsche Telekom                | 92 h 53 min 07 s             |
| 2e                           | Christophe Rinero            | France                       | Cofidis-Le Crédit par Téléphone | + 5 min 55 s                 |
| 3e                           | Giuseppe Di Grande           | Italie                       | Mapei-Bricobi                   | + 14 min 14 s                |
| 4e                           | Kevin Livingston             | États-Unis                   | Cofidis-Le Crédit par Téléphone | + 30 min 42 s                |
| 5e                           | Jörg Jaksche                 | Allemagne                    | Polti                           | + 32 min 20 s                |

| Classement par équipes | Classement par équipes          | Classement par équipes | Classement par équipes |
| Équipe                 | Équipe                          | Pays                   | Temps                  |
| ---------------------- | ------------------------------- | ---------------------- | ---------------------- |
| 1re                    | Cofidis-Le Crédit par Téléphone | France                 |                        |
| 2e                     | Casino                          | France                 | + 29 min 09 s          |
| 3e                     | US Postal Service               | États-Unis             | + 41 min 40 s          |
| 4e                     | Deutsche Telekom                | Allemagne              | + 46 min 01 s          |
| 5e                     | Lotto-Mobistar                  | Belgique               | + 1 h 04 min 14 s      |

| Classement par équipes | Classement par équipes          | Classement par équipes | Classement par équipes |
| Équipe                 | Équipe                          | Pays                   | Temps                  |
| ---------------------- | ------------------------------- | ---------------------- | ---------------------- |
| 1re                    | Cofidis-Le Crédit par Téléphone | France                 |                        |
| 2e                     | Casino                          | France                 | + 29 min 09 s          |
| 3e                     | US Postal Service               | États-Unis             | + 41 min 40 s          |
| 4e                     | Deutsche Telekom                | Allemagne              | + 46 min 01 s          |
| 5e                     | Lotto-Mobistar                  | Belgique               | + 1 h 04 min 14 s      |

## Abandons
aucun